# Зоннберг-им-Мюлькрайс
Зоннберг-им-Мюлькрайс (нем. Sonnberg im Mühlkreis) — коммуна (нем. Gemeinde) в Австрии, в федеральной земле Верхняя Австрия. 
Входит в состав округа Урфар.  Население составляет 808 человек (на 31 декабря 2005 года). Занимает площадь 13 км². Официальный код  —  41 623.

## Политическая ситуация
Бургомистр коммуны — Йозеф Манценрайтер (АНП) по результатам выборов 2003 года.
Совет представителей коммуны (нем. Gemeinderat) состоит из 13 мест.
- АНП занимает 9 мест.
- СДПА занимает 4 места.